# Gottmadingen (stacja kolejowa)
Gottmadingen – stacja kolejowa w Gottmadingen, w kraju związkowym Badenia-Wirtembergia, w Niemczech. Ma status 5. kategorii.
Na stacji zatrzymują się pociągi RegionalExpress oraz S-Bahn Zürich (linia S22 Bülach – Szafuza– Singen (Hohentwiel)).
| Gottmadingen               |  |                                       |
| Linia Hochrhein            |  |                                       |
| Bietingenodległość: 2,9 km |  | Singen (Hohentwiel) odległość: 5,6 km |